# Ruiterstandbeeld van Karel X Gustaaf

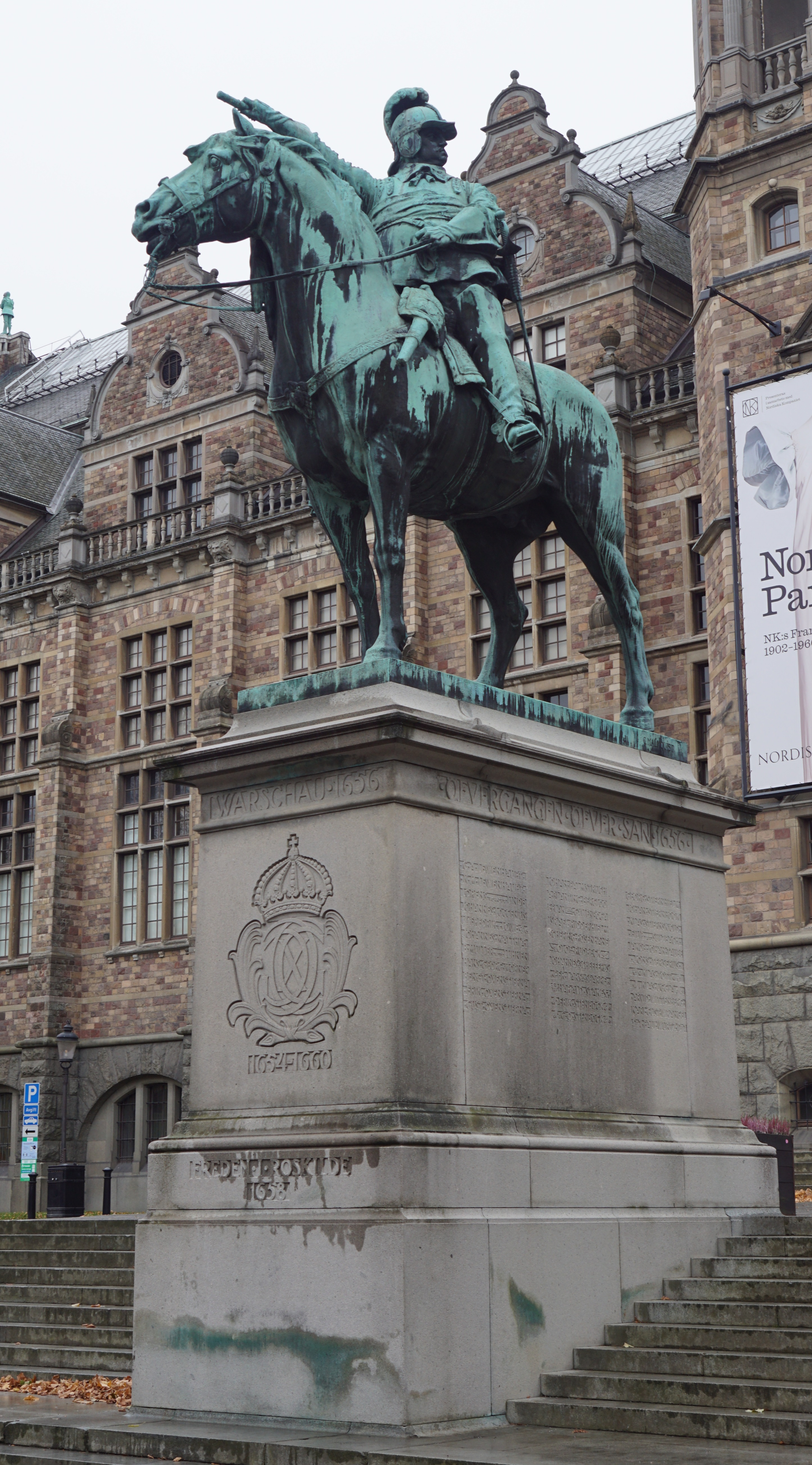
Het ruiterstandbeeld van Karel X Gustaaf van Zweden.

Het ruiterstandbeeld van Karel X Gustaaf is een sculptuur voorstellende Karel X Gustaaf gezeten te paard, gemaakt door Gustaf Malmquist in de periode 1911-1917. Het beeld staat voor het Nordiska museet aan de Djurgårdsvägen in Djurgården, Stockholm (Zweden).

## Geschiedenis
Het ruiterstandbeeld werd door de Karl X Gustafsvereniging geschonken aan het Nordiska museet. De vereniging was reeds sinds 1906 bezig met de realisatie van het standbeeld, waarschijnlijk om het in 1908 klaar te hebben voor de 250e verjaardag van de Vrede van Roskilde (1658), een overwinning van Zweden op de Denen. Er werd voor het maken van het beeld in 1911 een wedstrijd uitgeschreven die door Gustaf Malmquist werd gewonnen. Wel moest hij op verzoek van de jury enige veranderingen doorvoeren in zijn ontwerp. De Eerste Wereldoorlog vertraagde de realisatie van het kunstwerk, mede door het metaaltekort dat deze oorlog veroorzaakte. Het beeld werd op de Dag van de Zweedse Vlag op 6 juni 1917 onthuld.

## Beschrijving
Karel X Gustaaf van Zweden zit als legeraanvoerder te paard terwijl hij achteromkijkend het signaal geeft aan zijn troepen om voorwaarts te gaan.   
Het ruiterstandbeeld van Karel X Gustaaf is in brons gegoten door de gieterij van Otto Meyer. Het kunstwerk staat op een granieten sokkel, ontworpen door Isac Gustaf Clason, de architect van het Nordiska museet. 
Op het voetstuk staan aan de voorzijde het monogram van Karl X Gustaaf, zijn regeringsperiode van 1654-1660 en de woorden Freden i Roskilda 1658 (Vrede van Roskilde 1658) vermeld. Op de sokkel worden verder een drietal van zijn militaire campagnes genoemd, te weten de Mars over de Belts (1658), de Slag bij Warschau (1656) en de Slag bij Sandomierz (1656).